# René Gamain
Jean Charles Louis René Gamain est un homme politique français né le 31 juillet 1859 à Berneuil-sur-Aisne et décédé le 23 mai 1893 à Champigny-sur-Marne.

## Biographie
Fils de Charles Gamain, banquier, et d'Amélie Élise Félicie Tondu du Metz, et petit-fils, par sa mère, de Jean Isaac Tondu du Metz et de Louise Joséphine Stéphanie Chocus, il nait le 31 juillet 1859, à 1 heure, au domicile de ses père et mère situé à Berneuil-sur-Aisne.
Après de brillantes études en Droit, sanctionnées par un doctorat, il officie comme avocat à la cour d'appel de Paris.
Il épouse, le 7 septembre 1889, à Paris, Julie Hadrot avec laquelle il aura Julien Charles Louis René, né en 1891, et Charles Louis Julien René (1892-1893).
Il meurt le 23 mai 1893, à 8 heures 30, en son domicile à Champigny-sur-Marne, Rue du Monument, d'une phtisie galopante,. 

## Maire de Champigny-sur-Marne
Républicain démocrate, il se présente aux élections législatives du 22 septembre 1889, dans la 2e circonscription de l'arrondissement de Sceaux. Ne recueillant que 108 voix sur les 13 821 votants, sur les 17 916 inscrits, il s'incline dès le premier tour.
Il adhère à la fédération des républicains radicaux progressistes du canton de Charenton-le-Pont, fondée en 1889, et en devient le délégué pour le comité de Champigny-sur-Marne, portant son programme politique.
Il est élu, le 15 mai 1892, maire de la commune de Champigny-sur-Marne dont il était conseiller municipal. Ces mêmes élections lui adjoignent Jacques Louis Richard et Paul Émile Dufour.
Si l'on en croit le journal Le Radical, il semble que la commune ait été, jusqu'à son élection, plutôt réactionnaire et peu réceptive aux idées républicaines. Il prend dès lors l'engagement de faire de Champigny-sur-Marne un exemple républicain. Aidé par les francs-maçons dans son projet, il parvient à faire élire un conseil municipal comprenant vingt républicains et trois réactionnaires, inversant la proportion d'avant son élection. Il commence son mandat en mettant de l'ordre dans les finances de la commune, réorganise la voirie et l'assistance et opère la laïcisation de l'école communale de filles.

## Élection au Conseil général
Maire de Champigny-sur-Marne, il brigue, en 1893, un mandat de conseiller général de la Seine, dans le canton de Nogent-sur-Marne. Se présentant comme républicain démocrate, il s'oppose à Henry Vaudémont, publiciste, candidat de l'Union des groupes républicains radicaux, Henri Navarre, maire du Perreux, républicain, et le sieur Grenet. À l'occasion des réunions électorales organisées par les trois comités de patronage des candidats républicains, il lui sera souvent reproché de vouloir cumuler ses fonctions de maire avec celles de conseiller général.
Le premier tour des élections, organisé le 7 mai 1893, se conclut par une ballottage, ayant été crédité de 904 voix sur les 3 110 suffrages exprimés, pour 4 754 inscrits, contre 1 358 voix à Navarre, 517 à Vaudémont, 232 à Grenet et 99 bulletins divers et nuls.
Malgré la campagne dirigée contre lui et conformément aux engagements mutuels publiquement pris, Henry Vaudémont, remerciant ses électeurs, appelle à voter pour lui, estimant que, hormis sur la question du cumul des mandats, ils portent le même programme radical socialiste.
Il est élu à l'issue du second tour, organisé le 14 mai suivant, recueillant 1 516 voix sur les 2 882 votants, contre 1 318 à Navarre et 48 bulletins divers et nuls.

## Franc-maçonnerie
Proche de la Franc-maçonnerie où il intervient à plusieurs reprises, en qualité d'orateur, notamment le 8 août 1890, à la tenue solennelle de la loge l'Atelier, à l'Hôtel du Grand Orient de France, il intègre, en 1891, la loge l'Esprit moderne et donne une conférence à sa loge le 4 mai suivant.